# Anup Sridhar
Anup Sridhar (ur. 11 kwietnia 1983 w Bangalore) – indyjski badmintonista.
Zawodnik brał udział w grze pojedynczej mężczyzn na Olimpiadzie w Pekinie – odpadł w 1/16 finału. W roku 2007 został laureatem nagrody Arjuna Award.